# Alfred Möhrle
Alfred R. Möhrle (* 23. Mai 1939 in Frankfurt am Main) ist ein deutscher Orthopäde und ärztlicher Standespolitiker.

## Leben
Als Sohn eines Praktischen Arztes studierte Möhrle nach dem Abitur 1958 Medizin an der Universität Frankfurt am Main. 1964 bestand er das Staatsexamen, 1966 wurde er approbiert. 1968 wurde er an der Universität Gießen promoviert. Die Weiterbildung zum Orthopäden erfolgte in Hofheim am Taunus und in der orthopädischen Klinik des Städtischen Krankenhauses in Frankfurt-Höchst, wo er zuletzt als 1. Oberarzt tätig war. 1971 wurde er als Facharzt für Orthopädie anerkannt. Von 1974 bis 2007 war Möhrle in eigener Praxis in Bad Soden als Orthopäde tätig.
Alfred Möhrle war ab 1971 in der Landesärztekammer Hessen aktiv, von 1992 bis 2004 als Präsident. Von 2005 bis 2009 war er Vorsitzender des Rundfunkrats des Hessischen Rundfunks. Seit 2007 ist er Mitglied im Präsidium des Verbandes Freier Berufe Hessen e.V. und seit 2018 Vizepräsident.

## Ehrungen
- 1999: Bundesverdienstkreuz 1. Klasse
- 2006: Ehrenplakette der Landesärztekammer Hessen in Gold[1]
- 2010: Paracelsus-Medaille der deutschen Ärzteschaft
- 2011: Ehrenpräsident der Landesärztekammer Hessen
- 2015: Ehrenpräsident des 118. Deutschen Ärztetages in Frankfurt[2]